# برج العرب (مدينة)
مدينة برج العرب أو برج العرب القديم هي مدينة مصرية عاصمة مركز برج العرب التابع لمحافظة الإسكندرية، تقع مدينة برج العرب بالقرب من الطريق الساحلي الدولي، يحدها من الشمال قرية أبو صير، ومن الجنوب مدينة برج العرب الجديدة، ومن الشرق قرية بهيج، ومن الغرب قرية الغربانيات.
بلغ عدد سكانها في 2024 حوالي 134,951 نسمة، وكانت مدبرنة برج العرب في السابق جزءًا من محافظة مطروح, ثم ضمت المدينة إلى محافظة الإسكندرية بقرار رئيس جهورية مصر العربية رقم 359 لسنة 1990، ويطلق عليها السكان «البرج القديم» لتمييزها عن مدينة برج العرب الجديدة.

## القرى التابعة
يتبع مدينة برج العرب تسعة قرى هي:
- برج العرب أ
- برج العرب ب
- السنافرة
- هوارة
- حميدة
- شامخ
- رجب تاعب
- أولاد منصور
- سيف النصر

## معرض الصور

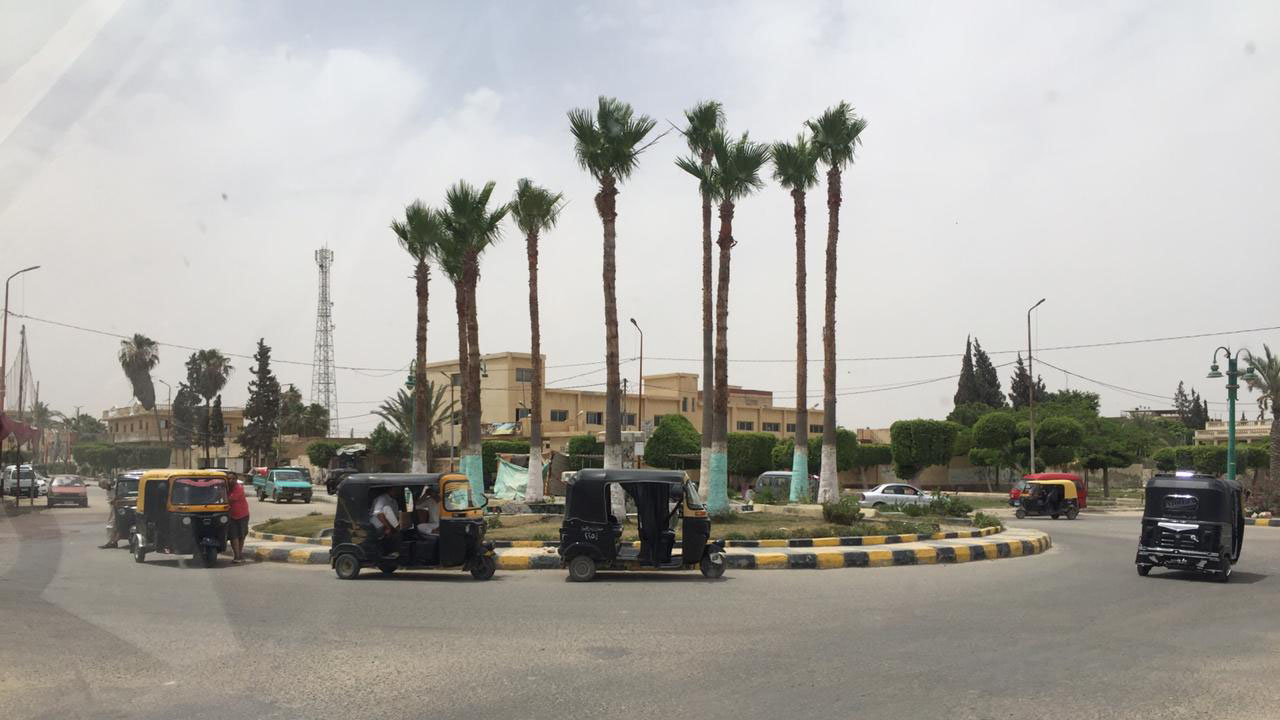
ميدان المدينة الرئيسي
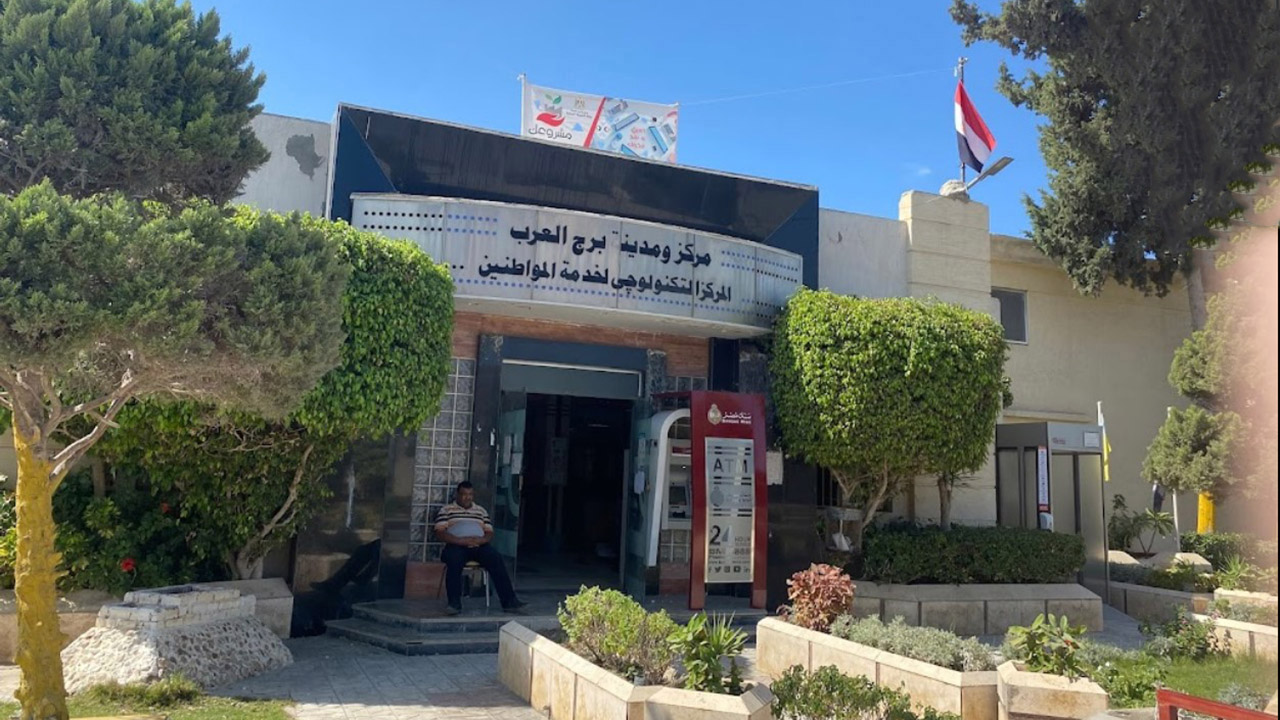
مقر مركز ومدينة برج العرب
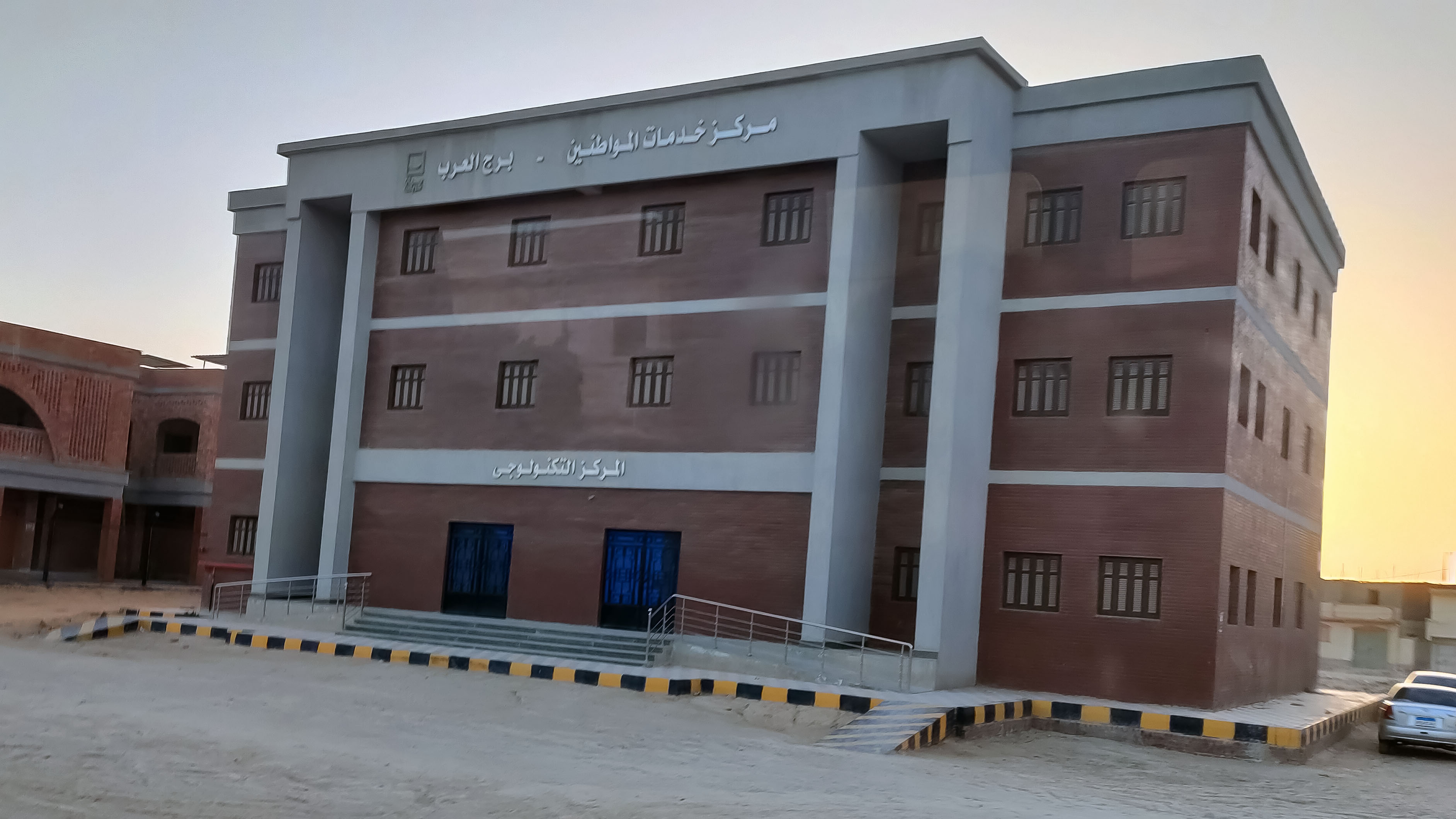
مركز خدمات المواطنين
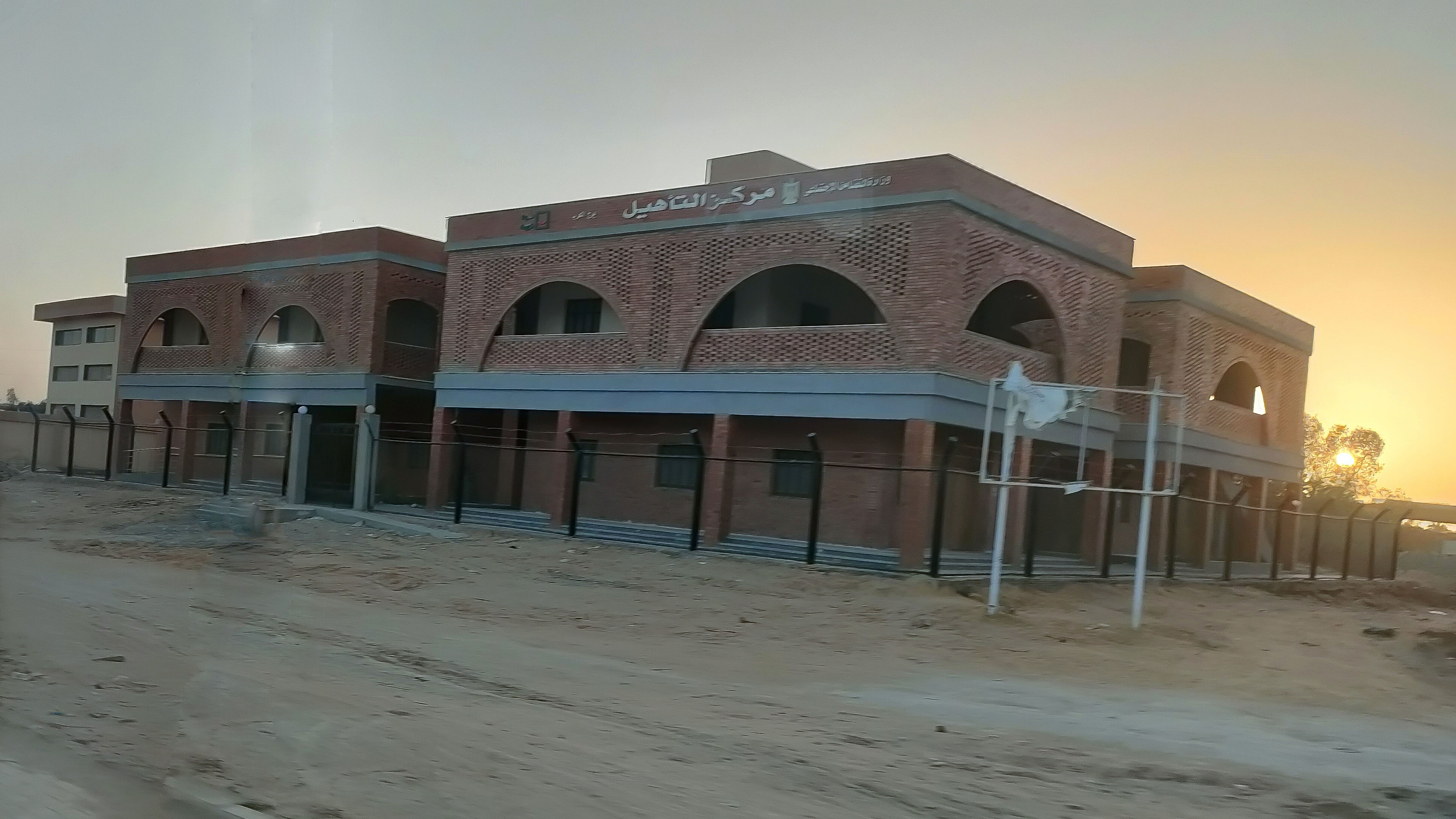
مركز التأهيل